# Natsu no Arashi!
Natsu no Arashi! (夏のあらし!, lit. Summer Storm!) és un manga japonès escrit i il·lustrat per Jin Kobayashi, que és conegut pel seu treball previ en School Rumble. Es va serial·litzar manga en la revista de shonen de Square-Enix Gangan Wing el 25 d'agost de 2006, i quatre volums han eixit en Japó fins al 28 de novembre de 2008.

## Argument
Yasaka és un nen de tretze anys que roman a casa del seu avi durant les seues vacances d'estiu. Un dia va entrar en una botiga i es va trobar amb Arashi, una bonica xica de setze anys que treballa allí. Després de tractar de protegir-la d'un home que afirma haver estat contractat per sa família per empotar-se-la per la força, Yasaka fuig amb ella i ella es queda amb ell en casa del seu avi.
No passa molt de temps perquè Yasaka esbrine que la seua nova amiga està molt lluny de ser una xica normal, ja que posseeix misteriosos poders. La trama s'espesseix quan s'assabenta d'una foto de fa seixanta anys d'Arashi amb altra xica dita Kaja, i per sorpresa de tots Kaja de sobte apareix, i de la mateixa manera que Arashi, la seua aparença no ha canviat en absolut des d'aleshores.
Altres dos caràcters introduïts fins al moment són la propietària del lloc, una dona de nom encara no revelat i que es remoreja que és una estafadora d'alt nivell, i Kamigamo, un estudiant de l'edat de Yasaka que este mateix va conèixer a la botiga, i que treballa allà amb ell des de llavors. Tot i ser una xica, ella vesteix i es fa passar com un xic davant dels altres personatges. Fins al moment, només Kaja sap el seu secret.

## Media

### Manga
Natsu no Arashi! com a sèrie manga escrita i il·lustrada per Jin Kobayashi. La serialització del manga comença en la revista de shōnen de Square-Enix Gangan Wing el 25 d'agost de 2006. Quatre volums han eixit en Japan fins al 27 de novembre del 2008.

### Anime
Una adaptació d'anime fou anunciada en desembre del 2008. La sèrie serà dirigida per Akiyuki Shinbo, Katsuhiko Takayama que supervisarà el script, i serà produïda per Shaft amb eixida en 2009.